# Castroverde
Castroverde est une commune de la province de Lugo en Espagne située dans la communauté autonome de Galice.

## Lieux et monuments
- Église Sainte-Marie de Vilabade (es).